# Пемпежин
Пемпежин (пол. Pęperzyn, нім. Pempersin) — село в Польщі, у гміні Венцборк Семполенського повіту Куявсько-Поморського воєводства.
Населення — 665 осіб (2011).
У 1975—1998 роках село належало до Бидгощського воєводства.

## Демографія
Демографічна структура станом на 31 березня 2011 року:
|          | Загалом | Допрацездатний вік | Працездатний вік | Постпрацездатний вік |
| -------- | ------- | ------------------ | ---------------- | -------------------- |
| Чоловіки | 346     | 78                 | 233              | 35                   |
| Жінки    | 319     | 69                 | 188              | 62                   |
| Разом    | 665     | 147                | 421              | 97                   |